# Diga del lago Bianco Sud
La diga del lago Bianco Sud chiamata anche diga del Bernina Sud o diga della Scala è una diga a gravità situata in Svizzera, nel Canton Grigioni nei pressi del passo del Bernina.

## Descrizione
Ha un'altezza di 26 metri e il coronamento è lungo 190 metri. Il volume della diga è di 13.000 metri cubi.
Il lago creato dallo sbarramento, il lago Bianco ha un volume massimo di 18,6 milioni di metri cubi, una lunghezza di 3 km e un'altitudine massima di 2234 m s.l.m. Lo sfioratore ha una capacità di 80 metri cubi al secondo.
Le acque del lago vengono sfruttate dall'azienda Rätia Energie di Brusio.
Un tempo sul passo del Bernina esistevano già due laghi: il Lago Bianco ed il Lago della Scala che, con la costruzione delle due dighe: la diga del lago Bianco Sud e la diga del lago Bianco Nord si sono uniti formando l'attuale lago Bianco.

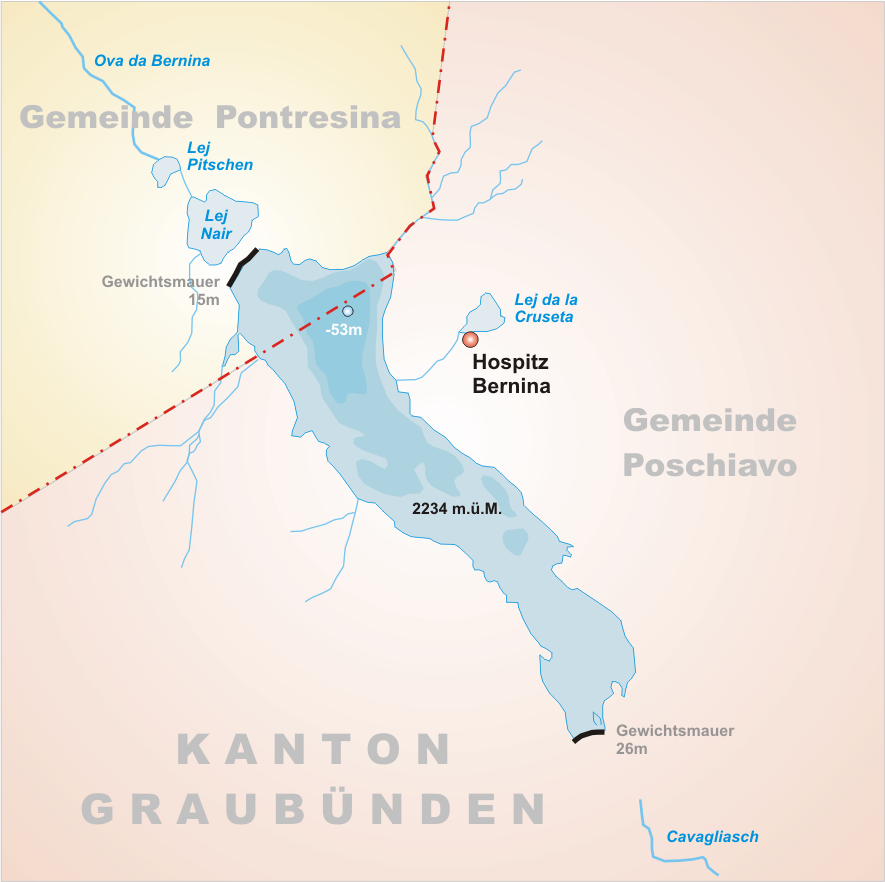
Mappa del lago, la diga è quella a sud